# Tepe Gaura
Tepe Gaura je archeologická lokalita v severním Iráku poblíž starověkého asyrského Ninive asi 15 km severovýchodně od současného iráckého města Mosulu. Místo objevil roku 1927 americký archeolog Ephraim Avigdor Speiser, pod jehož vedením konal tým z Pensylvánské univerzity v letech 1931–1938 vykopávky lokality.

## Chaláfská kultura
Tepe Gaura znamená v dnešní kurdštině doslova „Velký kopec“. Zdejší nálezy pocházejí z období od konce 6. tisíciletí př. n. l. zhruba do poloviny 4. tisíciletí př. n. l. Nejstarší část náleží tzv. chaláfské kultuře, která byla typická pro severní Mezopotámii v době jižních kultur eridské a hádží-muhammadské, tedy obeidské kultuře 1 a 2. Chaláfská kultura je dosud jižními vlivy jen málo ovlivněna.
V Tepe Gaura k ní náleží kulturní vrstvy 26–20. Pro chaláfskou kulturu je typická ústřední kulatá stavba, tzv. tholos, s hliněnou zdí tlustou 0,5 až 2,5 m na kamenných základech. Chrám v Tepe Gaura dosud asi neexistoval. Pohřby jsou většinou v domech, často v tholech, mrtví jsou ukládáni ve skrčené poloze. Pěstuje se len a obilí, nikoliv letní pšenice, v pozdním období šestiřadý ječmen. Chová se tur domácí a koza. V úctě je chována matka – zakladatelka rodu, svědčí o tom sošky stojících a tlustých žen. Velice dokonalá je keramika, zprvu naturalistické náměty (tanečnice, postavy mužů, ptáků, zvířata) se mění v druhé fázi v geometrický ornament, ve třetím stupni následuje polychronní malba s velmi elegantními tvary.

## Chaláfsko-obeidské období
Mnohem významnější je pro Tepe Gauru epocha, v níž se na sever protlačují jižní obeidské vlivy; jde o vrstvy 19 až 12. Stejně jako v obeidské kultuře té doby (Obeid 3 a 4) i zde vzniká městská civilizace, uprostřed města již stojí trojlodní chrám obdobný chrámu v Eridu. Současně je doložen tholos, což svědčí o splývání starší kultury s nově příchozí, proto někdy mluvíme o chaláfsko-obeidském období. Tholos se člení na řadu místností a dosahuje poměrně velkých rozměrů.
Nová obeidská kultura se prosadila výrazně až během etapy Obeid 4, kdy se centrem města stává akropole. V Tepe Gauře jsou ve vrstvě 13 postaveny na terase tvořící akropoli tři rozsáhlé chrámy, které se dotýkají rohy a vytvářejí rozlehlý dvůr. Východní chrám má rozměry 12 × 9 m a je nejlépe dochovaný. Je velmi podobný chrámům z jihu, má po celé délce centrální celu, čtyři velké místnosti v rozích, stavba byla poschoďová. Glyptika se od jihoobeidské liší – nalézáme zde pečetě s rytinami zvířat (antilopy) a lidí.

## Gaurská kultura
Kolem poloviny 4. tisíciletí navazuje na severoobeidskou kulturu v Tepe Gauře vlastní gaurská kultura, která kromě tohoto místa je nejlépe prozkoumána z Tell Braku. Starší stupeň gaurské kultury (Gaura 12) se datuje paralelně s jižní kulturou uruckou, ale je zaostalejší, vývoj byl zastaven násilně. Od tohoto období se objevují i přepychové předměty, náhrdelníky a amulety z kamene a ze slonoviny, slonovinové hřebeny, knoflíky a ozdoby zhotovené ze zlata. Nádherným dokladem zručnosti zlatníků je pozlacená hlavička vlka vyrobená z élektra.
Ve vrstvě Gaura 11 (střední stupeň této kultury) se objevuje poprvé pevnostní architektura. Ve městě jsou dvě protilehlé brány spojené severojižní ulicí, domy jsou obráceny dovnitř, jejich zadní stěny tvoří hradbu. Ve středu stojí okrouhlá citadela o průměru 18 až 19 metrů se zdmi 1 m silnými a jediným vchodem. V této době se objevují první nevelké trojlodní chrámy (8 × 8 m) se vchodem v podobě portiku v užší stěně. Tento rys zůstal typický pro zbytek gaurské kultury. Hrobky se stavějí z kamenů nebo cihel. Keramika je nyní šedá nebo červená často s rytými vzory. V pečetích převládají démoni.
V pozdním období gaurské kultury se chrámy zvětšují a zmnožují se, vznikají i zvláštní svatyně. Na akropoli se posléze dostává i civilní architektura. Keramika je točená na kruhu, převládá světlá barva. Právě pro toto období jsou důležité nálezy v Tell Braku. Objevují se měděné nástroje, na konci také kostěné píšťaly, patřící mezi nejstarší známé hudební nástroje.